# Lautaro Acosta
Lautaro Germán Acosta (* 14. März 1988 in Glew, Partido Almirante Brown) ist ein argentinischer Fußballspieler. Er ist in der Offensive variabel einsetzbar.

## Vereinskarriere
Acosta kam im Alter von neun Jahren zu CA Lanús und durchlief deren Jugendsystem, ehe er 2006 sein Profidebüt für den Klub gab. Acosta etablierte sich schnell als Stammspieler und gewann in der Apertura 2007 mit Lanús den ersten Meistertitel in der Vereinsgeschichte. Im Mai 2008 unterschrieb Acosta einen Fünf-Jahres-Vertrag beim spanischen Erstligisten FC Sevilla. Die Ablösesumme betrug etwa 11 Millionen US-Dollar. Er erfüllte ihn, wobei auch zwei Leihen vollzogen wurden. Seitdem, slos seit 2013, spielt er ununterbrochen wieder für seinen Ausbildungs- und ersten Profiverein.

## Nationalmannschaft
Acosta nahm mit der argentinischen U-20-Nationalmannschaft 2007 an der U-20-Südamerikameisterschaft teil und erzielte für Argentinien im letzten Turnierspiel gegen Uruguay in der 92. Minute den Siegtreffer, der Argentinien die Qualifikation für das olympische Fußballturnier 2008 in China sicherte. Bei diesem Turnier stand er auch im Kader der argentinischen Auswahl und konnte mit ihr den Olympiasieg feiern.
Bei der Junioren-Weltmeisterschaft diente Acosta als Ersatzspieler und kam beim Titelgewinn zu sechs Kurzeinsätzen.

## Erfolge
- Junioren-Weltmeister: 2007
- Argentinischer Meister: Apertura 2007 (mit Lanús)
- Olympiasieger: 2008